# Calliandra asplenioides
Calliandra asplenioides es una especie americana perteneciente a la subfamilia de las Mimosóideas dentro de las leguminosas (Fabaceae).

## Distribución
Es originaria de Brasil donde se encuentra en la Caatinga y el Cerrado, distribuida por Minas Gerais y Bahía (Brasil).

## Taxonomía
Calliandra asplenioides fue descrita por (Nees) Renvoize  y publicado en Kew Bulletin 36(1): 79. 1981.
Etimología
Calliandra: nombre genérico derivado del griego kalli = "hermoso" y andros = "masculino", refiriéndose a sus estambres bellamente coloreados.
asplenioides: epíteto latino compuesto que significa "similar a Asplenium"
Sinonimia
- Acacia asplenioides Nees	basónimo
- Calliandra asplenioides (Nees) Benth. ex Jackson
- Calliandra dendroides Renvoize
- Calliandra mertensioides (Nees & Mart.) Benth.
- Feuilleea asplenioides (Nees) Kuntze
- Inga mertensioides Nees & Mart.[5]